# Casato di Vasa (Polonia)

Stemma dei Vasa di Polonia

Il ramo polacco del casato dei Vasa nacque quando Giovanni III di Svezia, figlio secondogenito di Gustavo I Vasa, nel 1562 sposò Caterina Jagellone, figlia di Sigismondo I di Polonia e Bona Sforza. Dalla loro unione nacquero tre figli: Isabella (1564-1566), Sigismondo (1566-1632) e Anna (1568-1625).
Nel 1572 morì l'ultimo re della dinastia jagellonica, Sigismondo II Augusto Jagellone (1548-1572), e iniziò nella storia dello stato polacco-lituano il periodo detto dei re elettivi, che sarebbe durato fino al 1795, l'anno della terza spartizione della Polonia con la quale, per 126 anni, il paese avrebbe perso la sua indipendenza.
Durante questo periodo il trono polacco fu retto da diversi sovrani, anche stranieri. Fra questi trovano posto i tre sovrani della dinastia svedese dei Vasa: Sigismondo III (1587-1632), figlio del re di Svezia Giovanni III, e i suoi due figli Ladislao IV (1632-1648) e Giovanni II Casimiro, che fu eletto nel 1648 e abdicò dopo 21 anni di regno nel 1668. Fu un periodo denso di avvenimenti e di guerre: contro la Russia, i Turchi, i Cosacchi, il Brandeburgo, la Svezia.

## Sigismondo III

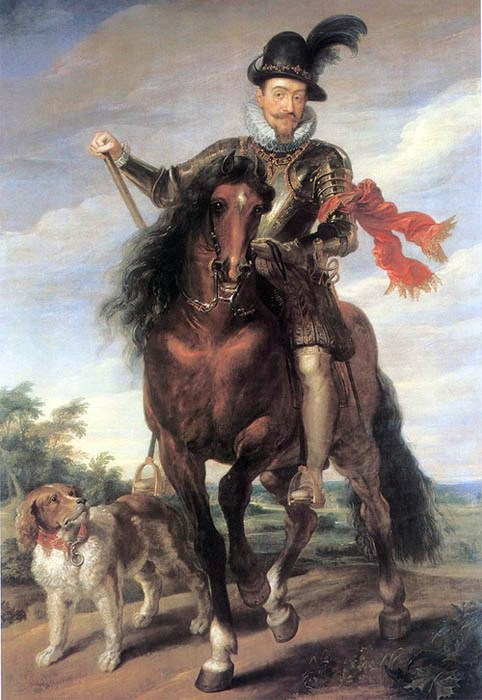
Sigismondo III Vasa, re di Polonia e re di Svezia

Quando Giovanni III morì nel 1592, gli successe il figlio Sigismondo, già eletto nel 1587 re di Polonia, che qualche anno dopo fu, però, detronizzato nel 1599 dallo zio Carlo duca di Sudermannia, nonno della regina Caterina di Svezia. Da questo momento, nacque ufficialmente il ramo polacco e cattolico dei Vasa, che regnerà in Polonia fino al 1668.
Sigismondo III si sposò due volte durante la sua vita; la prima volta con l'arciduchessa Anna d'Austria, figlia dell'arciduca Carlo II d'Austria, e morta questa nel 1598, ne sposò la sorella Costanza nel 1605.
Da Anna d'Austria ebbe 5 figli:
- Anna Maria (1593-1600);
- Caterina (1594-1594);
- Ladislao (1595-1648), futuro re Ladislao IV;
- Caterina (1596-1597);
- Cristoforo (1598-1598);

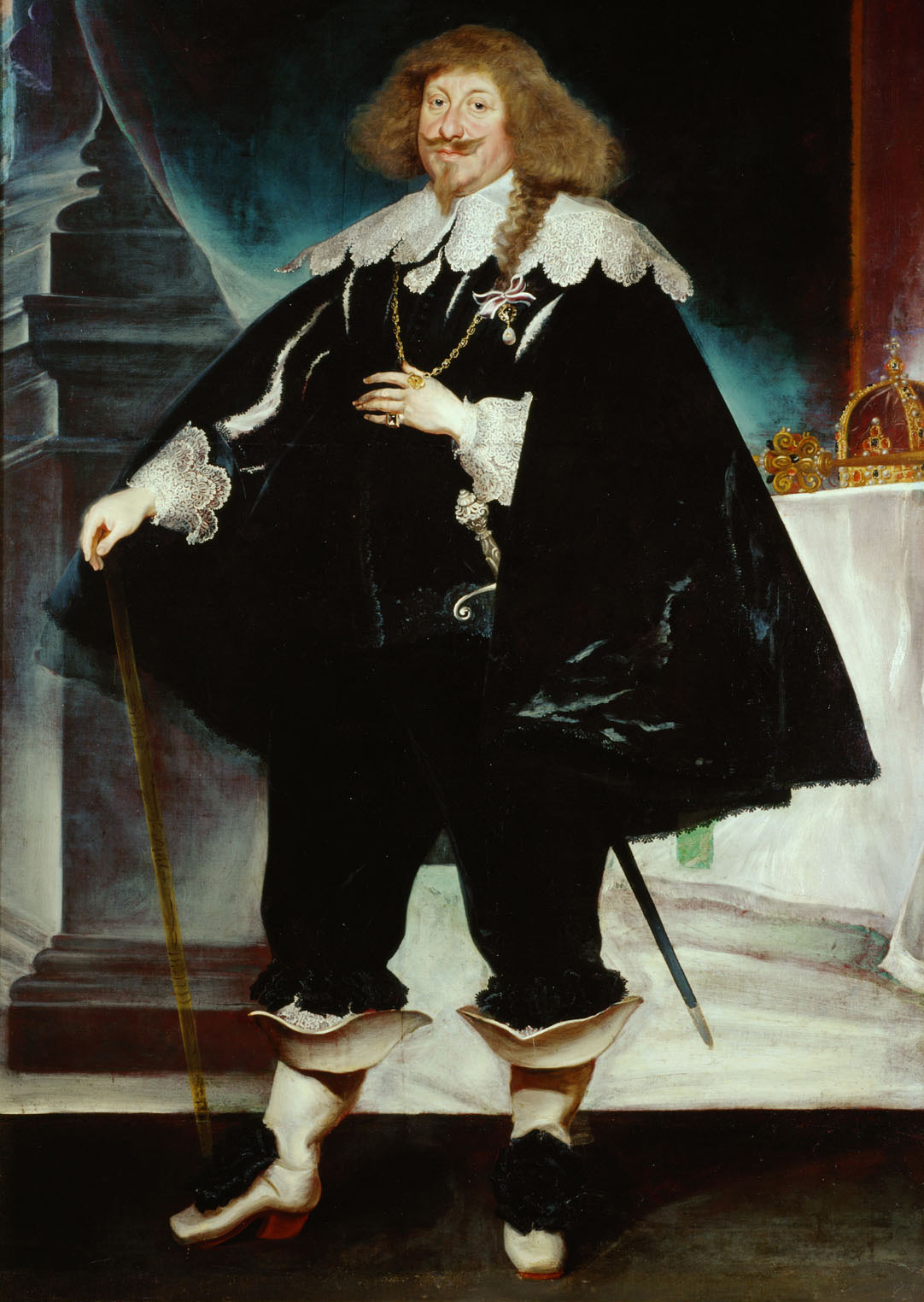
Ladislao IV (1639).

Dalla seconda moglie, Costanza, ebbe 7 figli:
- Giovanni Casimiro (1607-1608);
- Giovanni Casimiro (1609-1672), futuro re;
- Giovanni Alberto (1612-1634), cardinale;
- Carlo Ferdinando (1613-1655), anch'egli cardinale;
- Alessandro Carlo (1614-1634);
- Anna Costanza (1616-1616);
- Anna Caterina Costanza (1619-1651), sposata all'Elettore Palatino;

Sigismondo III attuò una politica di riconciliazione nazionale con l'aiuto del cancelliere Jan Zamoyski e fu al centro di conflitti con la Moscovia, la Svezia e l'Impero ottomano.
Gli succedette, nel 1632, il figlio Ladislao IV.

## Ladislao IV
Ladislao IV intraprese una terribile guerra contro russi e svedesi, e attuò verso la metà del suo regno, una politica di riconciliazione religiosa, garantendo eguali diritti a cattolici, ortodossi e protestanti del regno, grazie all'intesa con due potenti magnati: Albrycht Stanisław Radziwiłł (Cattolico) e Krzysztof Radziwiłł (Calvinista).
Ladislao IV, dal 1633, tentò di sposarsi, con permesso del papa Urbano VIII, con una principessa protestante, ma gli fu impedito, e, alla fine, dopo alterne vicende, sposò, il 13 settembre 1637, l'arciduchessa Cecilia Renata d'Asburgo, figlia dell'imperatore Ferdinando II e di Marianna di Baviera, dalla quale ebbe 2 figli: Sigismondo Casimiro (1640-1647) e Maria Anna Elisabetta (1642), morti in giovane età.
Rimasto vedovo nel 1643, si risposò con Maria Luisa di Gonzaga-Nevers, figlia di Carlo I di Gonzaga-Nevers e di Caterina di Guisa, Principessa del Maine, ma Ladislao la lasciò già vedova nel 1648, e, quindi, ella, si risposò con il fratello del defunto consorte, Giovanni II Casimiro di Polonia.

## Giovanni II Casimiro
Giovanni Casimiro, già membro della Compagnia di Gesù e cardinale, lasciò il clero e ottenuta una dispensa papale, si sposò con la vedova del fratello, Maria Luisa, dalla quale ebbe due figli: Maria Anna Teresa (1650-1651) e Giovanni Sigismondo (1652), morti in giovane età. 

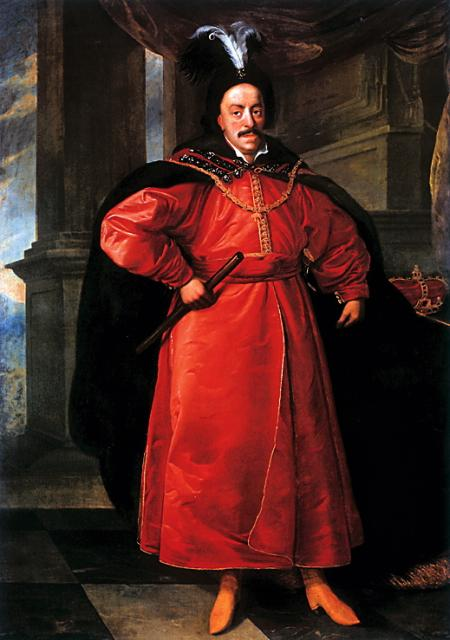
Giovanni II Casimiro

Patrono della arti, il suo regno inaugurò una politica che accentuò la decadenza dello stato, che perse, con lui, definitivamente, la supremazia sul Baltico, che passò alla Svezia.
Nel 1658 cacciò gli antitrinitari, sospettati di slealtà durante le guerre contro la Svezia.
Rimasto vedovo (1667), e sempre più impopolare e depresso, nel 1668 decise di abdicare e si ritirò a Nevers, al monastero di Sain Martin, dove morirà nel 1672.
Giovanni II Casimiro fu l'ultimo discendente legittimo di Bona Sforza e della linea di Santa Brigida di Svezia.

## Altri componenti della dinastia

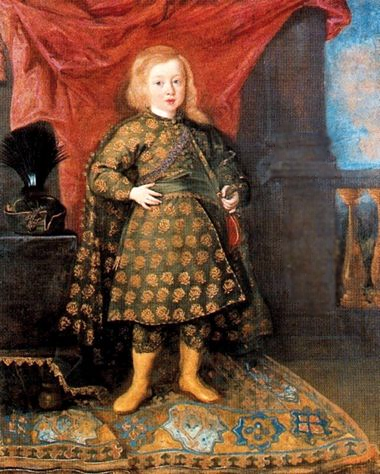
il principe Sigismondo Casimiro, figlio di Ladislao IV

Altri membri importanti della famiglia furono i cardinali e fratelli Giovanni Alberto (1612-1634) e Carlo Ferdinando (1613-1655), che fu principe-vescovo di Breslavia e duca di Opole, il fratello di questi, Alessandro Carlo (1614-1634), che fu un importante politico nel suo paese, e il principe ereditario Sigismondo Casimiro Vasa (1640-1647), figlio di Ladislao IV, che fu la speranza, prima di morire all'età di 7 anni nel 1647, di vedere continua la dinastia, già, però, destinata ad estinguersi.

## Nessuna attuale discendenza
Diversamente dai Vasa svedesi, non rimangono oggi discendenti legittimi dei Vasa polacchi. I figli maschi non ebbero o non riuscirono ad avere una solida prole, e, riuscirono ad imparentarsi, durante il loro regno, solo con l'Elettore Palatino Filippo Guglielmo, con il matrimonio di Anna Caterina Vasa, figlia di Sigismondo III, che però non diede figli al governante tedesco.
Quindi, oggi, non rimangono discendenti diretti di questa dinastia, che ha lasciato comunque profonde tracce nella cultura della Polonia, che, dopo Giovanni II Casimiro, ritroverà degna importanza politica solo con la salita al trono di Giovanni III Sobieski.

## Genealogia
|                                                             |                                                             |                                                             |                                                             |                                                 |                                                 |                                                 |                                                 | Zygmunt III ur. 20 VI 1566 zm. 30 IV 1632     |                                                  |                                                  |                                          |                                                     |                                                     |                                            |                                                |                                                    |                                                    |                                                        |                                                        |
|                                                             |                                                             |                                                             |                                                             |                                                 |                                                 |                                                 |                                                 |                                               |                                                  |                                                  |                                          |                                                     |                                                     |                                            |                                                |                                                    |                                                    |                                                        |                                                        |
|                                                             |                                                             |                                                             |                                                             |                                                 |                                                 |                                                 |                                                 |                                               |                                                  |                                                  |                                          |                                                     |                                                     |                                            |                                                |                                                    |                                                    |                                                        |                                                        |
|                                                             | Katarzyna ur. 19 IV 1594 zm. 15 V 1594                      | Katarzyna ur. 19 IV 1594 zm. 15 V 1594                      | Władysław IV ur. 9 VI 1595 zm. 20 V 1648                    | Władysław IV ur. 9 VI 1595 zm. 20 V 1648        | Katarzyna ur. IX 1596 zm. 2 VI 1597             | Katarzyna ur. IX 1596 zm. 2 VI 1597             | Jan Kazimierz ur. 26 XII 1607 zm. 9 I 1608      | Jan Kazimierz ur. 26 XII 1607 zm. 9 I 1608    | Jan II Kazimierz ur. 22 III 1609 zm. 16 XII 1672 | Jan II Kazimierz ur. 22 III 1609 zm. 16 XII 1672 | Jan Albert ur. 25 V 1612 zm. 29 XII 1634 | Jan Albert ur. 25 V 1612 zm. 29 XII 1634            | Karol Ferdynand ur. 13 X 1613 zm. 9 V 1655          | Karol Ferdynand ur. 13 X 1613 zm. 9 V 1655 | Aleksander Karol ur. 14 XI 1614 zm. 19 XI 1634 | Aleksander Karol ur. 14 XI 1614 zm. 19 XI 1634     | Anna Konstancja ur. 20 I 1616 zm. 24 V 1616        | Anna Konstancja ur. 20 I 1616 zm. 24 V 1616            |                                                        |
| Anna Maria ur. 23 V 1593 zm. 9 II 1600                      | Anna Maria ur. 23 V 1593 zm. 9 II 1600                      |                                                             |                                                             |                                                 |                                                 | Krzysztof ur. 10 II 1598 zm. 10 II 1598         | Krzysztof ur. 10 II 1598 zm. 10 II 1598         |                                               |                                                  |                                                  |                                          |                                                     |                                                     |                                            |                                                |                                                    |                                                    | Anna Katarzyna Konstancja ur. 7 VIII 1619 zm. 8 X 1651 | Anna Katarzyna Konstancja ur. 7 VIII 1619 zm. 8 X 1651 |
|                                                             |                                                             |                                                             |                                                             |                                                 |                                                 |                                                 |                                                 |                                               |                                                  |                                                  |                                          |                                                     |                                                     |                                            |                                                |                                                    |                                                    |                                                        |                                                        |
|                                                             |                                                             |                                                             |                                                             |                                                 |                                                 |                                                 |                                                 |                                               |                                                  |                                                  |                                          |                                                     |                                                     |                                            |                                                |                                                    |                                                    |                                                        |                                                        |
| Władysław Konstanty (Wasenau)* ur. ok. 1635 zm. 19 III 1698 | Władysław Konstanty (Wasenau)* ur. ok. 1635 zm. 19 III 1698 | Władysław Konstanty (Wasenau)* ur. ok. 1635 zm. 19 III 1698 | Władysław Konstanty (Wasenau)* ur. ok. 1635 zm. 19 III 1698 | Zygmunt Kazimierz ur. 1 IV 1640 zm. 9 VIII 1647 | Zygmunt Kazimierz ur. 1 IV 1640 zm. 9 VIII 1647 | Zygmunt Kazimierz ur. 1 IV 1640 zm. 9 VIII 1647 | Zygmunt Kazimierz ur. 1 IV 1640 zm. 9 VIII 1647 | Maria Anna Izabela ur. 8 I 1642 zm. 7 II 1642 | Maria Anna Izabela ur. 8 I 1642 zm. 7 II 1642    |                                                  |                                          | Maria Anna Teresa ur. 2(?) VII 1650 zm. 1 VIII 1651 | Maria Anna Teresa ur. 2(?) VII 1650 zm. 1 VIII 1651 | Jan Zygmunt ur. 6 I 1652 zm. 20 II 1652    | Jan Zygmunt ur. 6 I 1652 zm. 20 II 1652        | Maria Katarzyna*(?) ur. po 1669 zm. po 12 XII 1672 | Maria Katarzyna*(?) ur. po 1669 zm. po 12 XII 1672 |                                                        |                                                        |

## I Vasa polacchi e la cultura

Vessillo della Polonia durante il regno dei Vasa

In Polonia appunto durante il governo dei tre sovrani Vasa, dei quali, sebbene siano valutati in modo controverso nella storiografia, si deve dire che, anche se non si possono definire bibliofili come invece fu Sigismondo II Augusto Jagellone, mostrarono tutti un indubbio interesse per il libro e i problemi ad esso legati. 
Molto interessanti i dati sul numero delle tipografie nel territorio dello stato polacco-lituano: fino al 1580 ne funzionarono 64; fra il 1580 e l'invasione svedese del 1655 il loro numero crebbe fino a 134; dopo, ne restarono solo 69, cifre queste che dimostrano come sotto il regno dei Vasa l'editoria abbia avuto un certo sviluppo.
All'inizio del suo regno Sigismondo III Vasa visitò la biblioteca dell'Università di Cracovia ma ci è ignoto se abbia fatto per essa qualche donazione, come fece per esempio sua zia Anna Jagellone (1523-1596) nel 1584 arricchendola con volumi di pregio.
Alla corte dei tre sovrani Vasa furono ben accetti e ben remunerati i servigi di stranieri ben preparati e molti di essi vi svolsero perciò attività come segretari, consiglieri, storiografi e bibliotecari. Fra questi vale la pena di ricordare Ewerhard Wassenberg.
Giovanni II Casimiro si avvalse della collaborazione di intellettuali stranieri senza prendere in considerazione la loro confessione, cosa al tempo rara. 
Della ricca biblioteca dei re Vasa si sono conservate in varie raccolte 154 opere in 149 volumi.
Per varie strade è possibile inoltre identificare altri 80 volumi circa che ne fecero parte. L'insieme giunto sino a noi è composto da opere delle più diverse materie e vi trovano posto fra le altre opere teologiche, storiche, giuridiche, filosofiche, linguistiche, geografiche, astronomiche, cartografiche o inerenti all'arte militare e alla letteratura antica. Tutto ciò conferma quanto già noto agli studiosi, ovvero la molteplicità degli interessi dei sovrani Vasa.

## I Vasa nella Cattedrale di Wawel

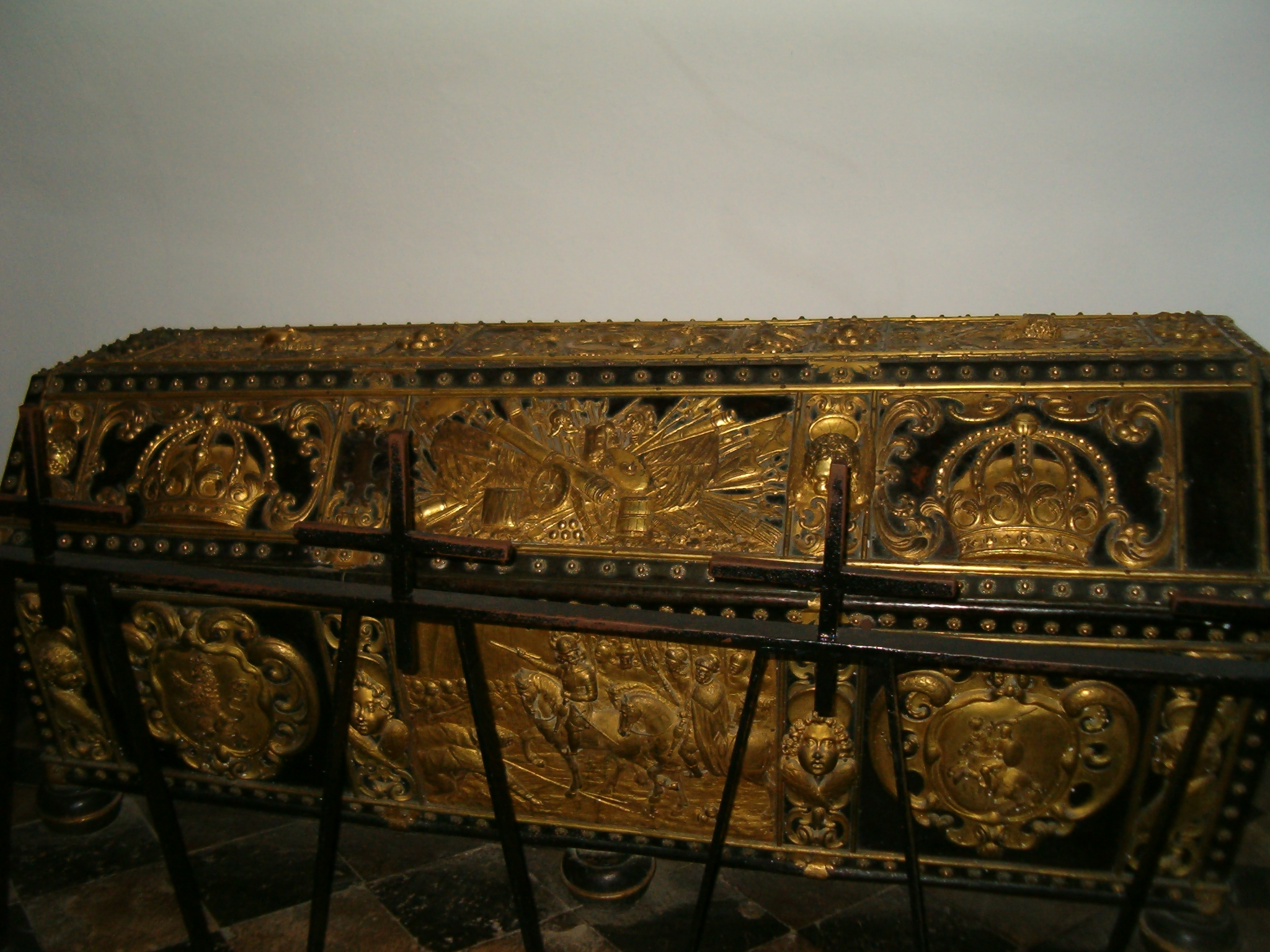
Sarcofago di Ladislao IV Vasa al Wawel

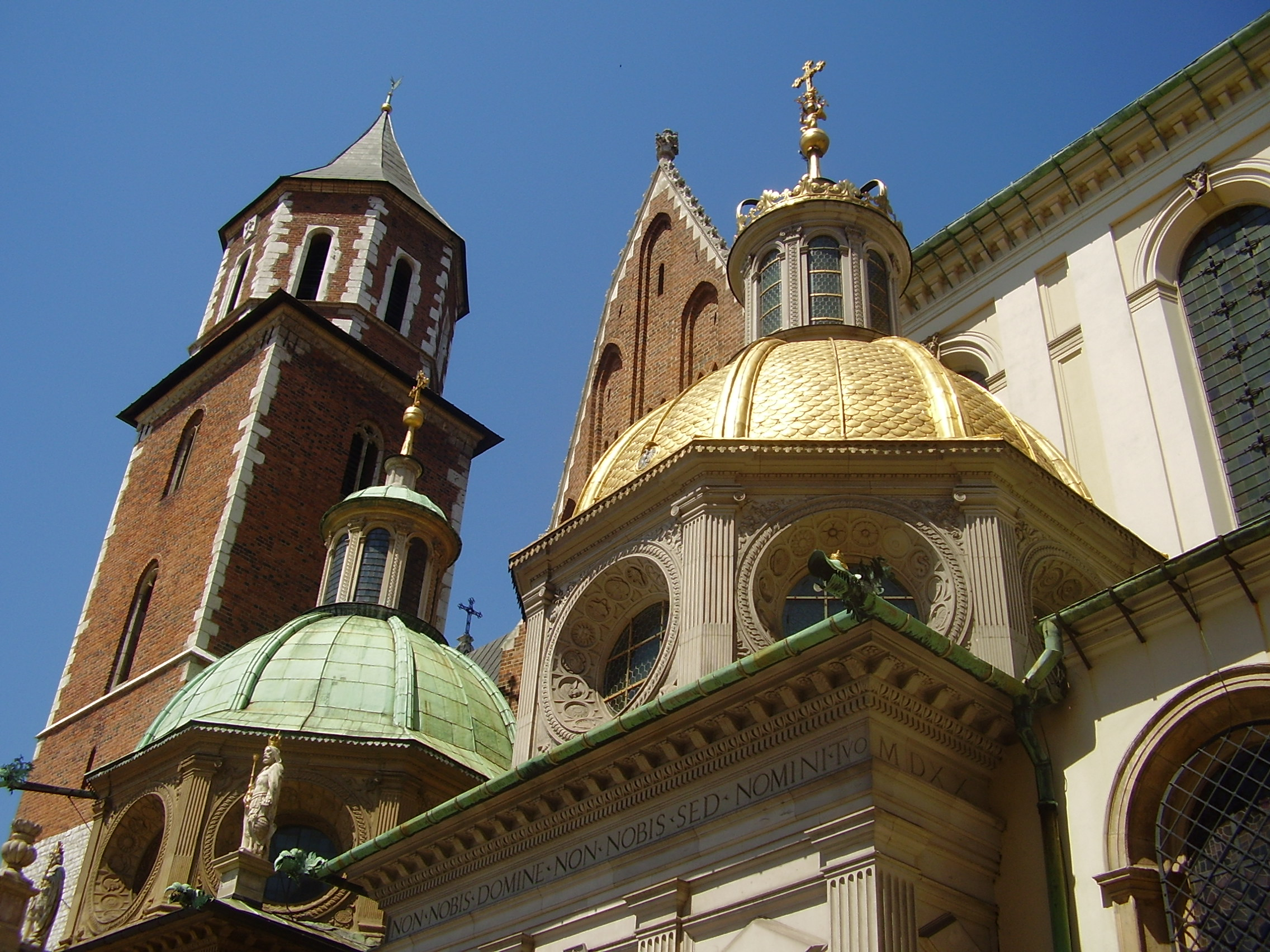
Cappella Vasa al Wawel

Gli ultimi tre Vasa di Polonia, sono oggi sepolti nella Cattedrale di Wawel, a Cracovia, insieme ad altri re di Polonia che li hanno preceduti negli anni e nei secoli precedenti.
Le loro tombe sono lì, visitabili ogni anno da centinaia di turisti che vanno a visitare la vecchia Cracovia.